# Riia maantee (Pärnu)
La route de Riga (estonien : Riia maantee) est une rue de Pärnu en Estonie.

## Situation et accès
La route de Riga maantee traverse les quartiers Eeslinn, Mai et Raeküla.
La route de Riga commence au croisement des rues Lai tänav, Pikk tänav et Vanapargi tänav, elle est orientée nord-ouest sud-est et se termine à la frontière de la ville.
La longueur de la rue est d'environ 5,9 km ce qui en fait le plus longuecrue de Pärnu.
La tronçon de la rue entre Liiv tee et la frontière de la ville fait partie de la Via Baltica ().
La route longe les parcs Siinmaa, Waldhof et Leina ainsi que l'ancien cimetière et le cimetière Alevi.

## Bâtiments remarquables et lieux de mémoire

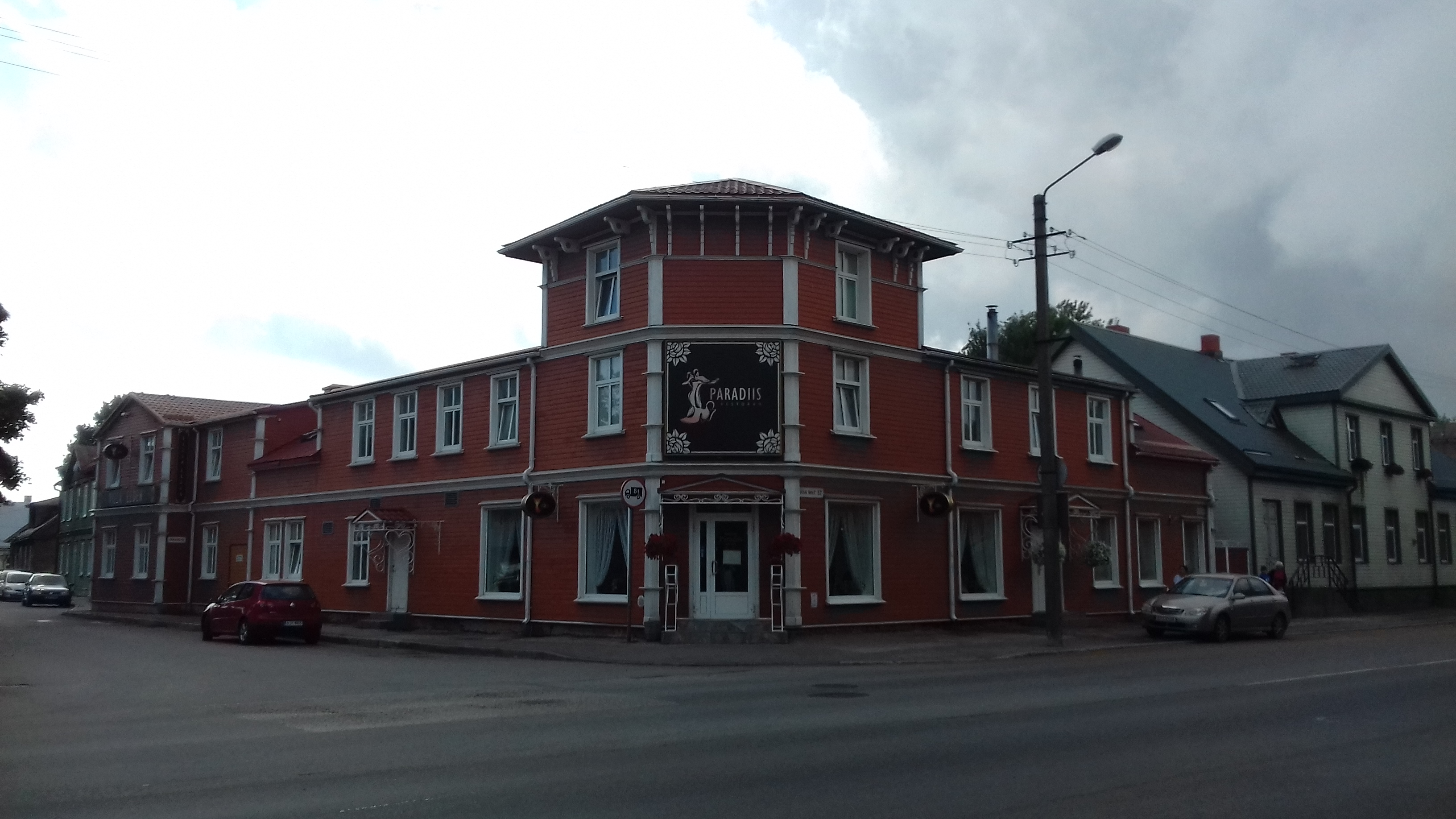
Riia mnt 57.
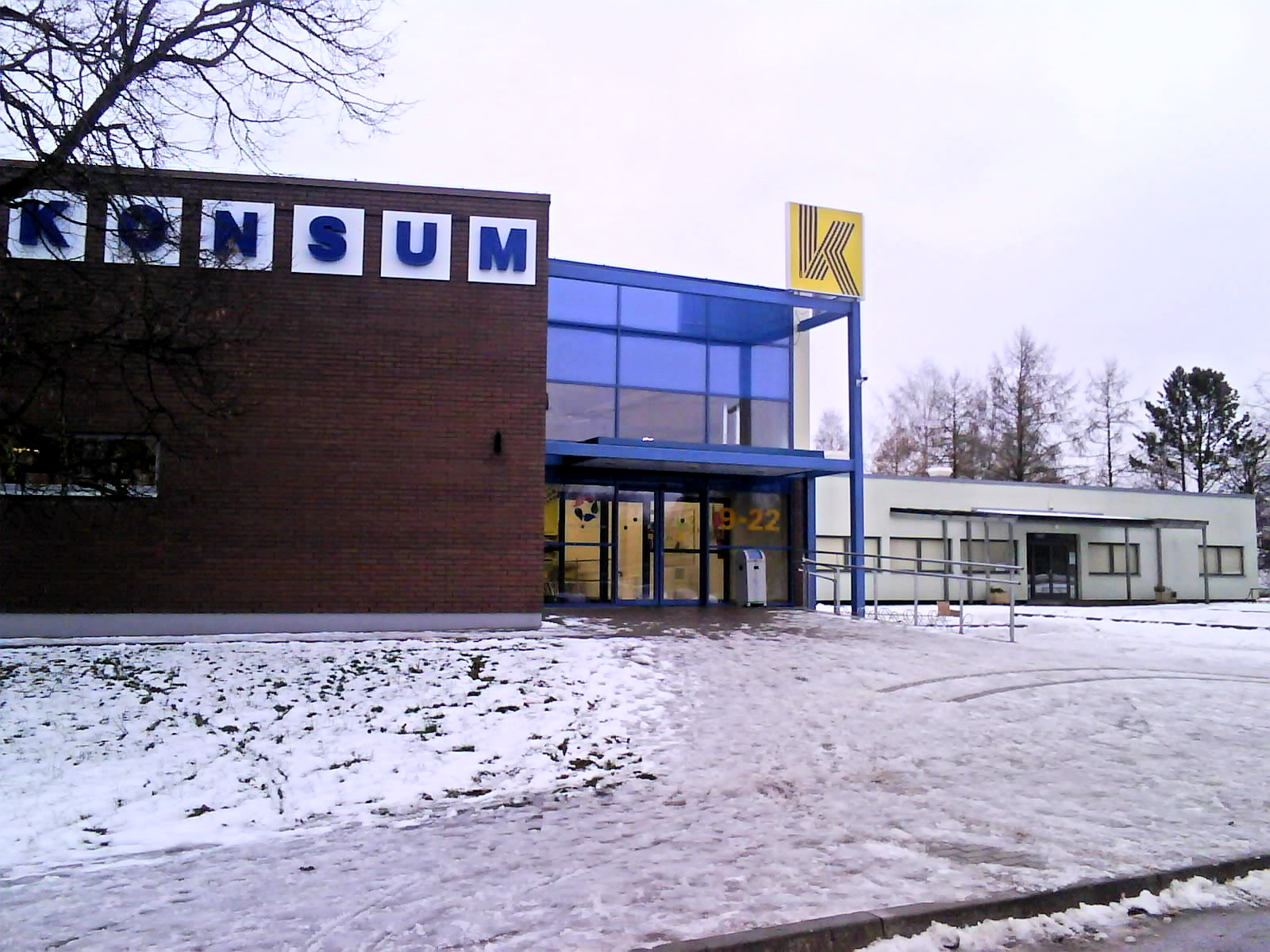
Riia mnt 74
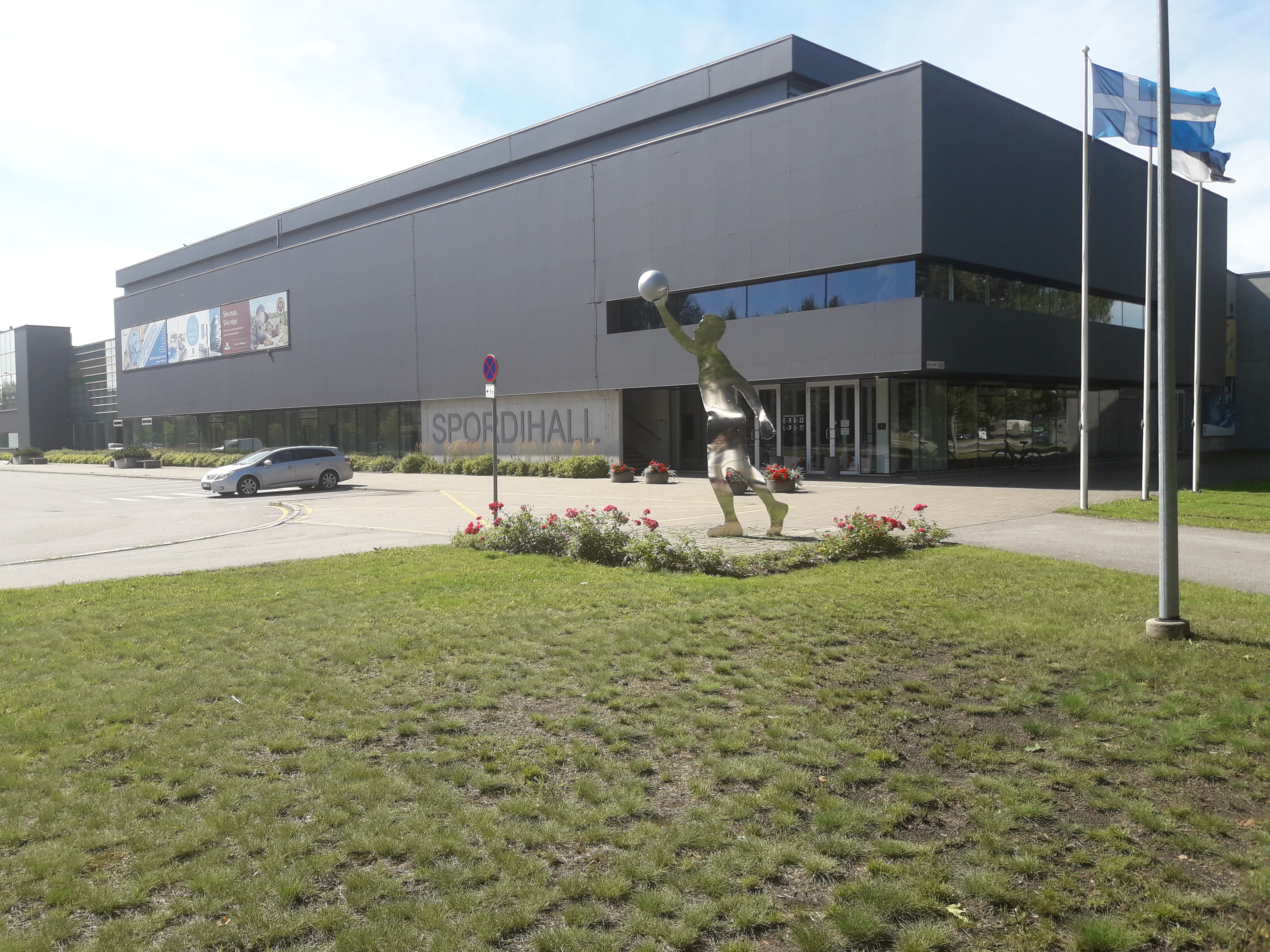
Riia mnt 129.
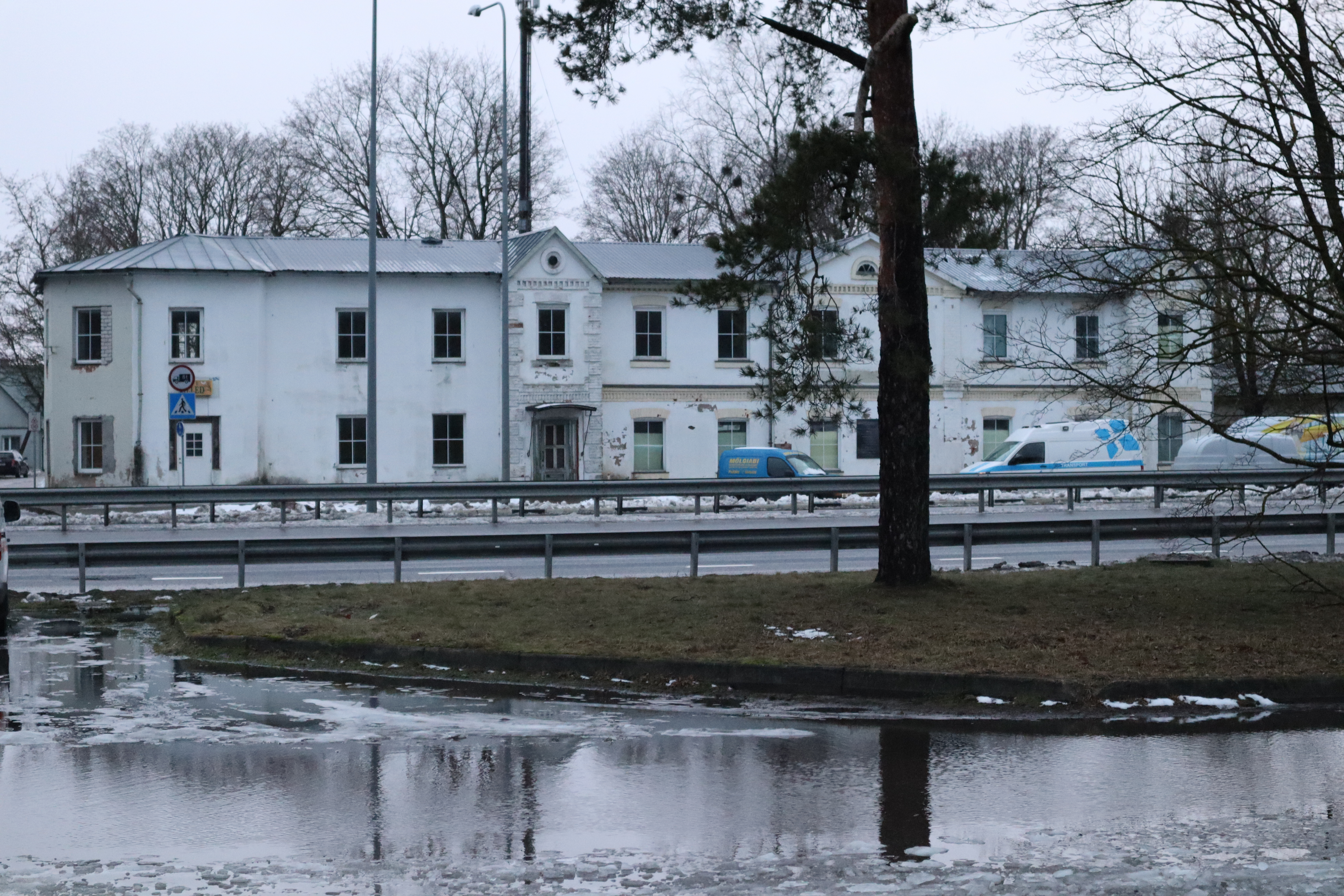
Riia mnt 273, Pätsi maja.